# Vann Nath
Vann Nath, född 7 januari 1946 i Wat Sopee, provinsen Battambang, död 5 september 2011 i Phnom Penh, var en kambodjansk konstnär och en av de sju personer som överlevde sin tid i Röda khmerernas säkerhetsfängelse S-21 Tuol Sleng där drygt 18 000 fångar torterades och dödades. Vann Nath tilläts överleva eftersom han kunde måla porträtt av Pol Pot och andra ledare inom Röda khmererna.
År 2003 var han en av konstnärerna som presenterades på Göteborgs Internationella Konstbiennal, där han visade en svit målningar om tiden i Tuol Sleng. Han har också skrivit om sina upplevelser i boken Ett kambodjanskt fängelseporträtt.